# 分沂入沭水道
分沂入沭水道，位于中国山东省南部，系1951～1953年“导沭整沂”时期开挖的人工河道。西起山东省临沂市河东区梅埠街道（原梅家埠镇）沂河左岸的彭家道口分洪闸，大致沿河东区与郯城县边界东南流，进入临沭县境，于曹庄镇河口村入沭河。全长20公里，流域面积256.1平方公里，设计分泄流量4000立方米每秒。